# Función lambda modular

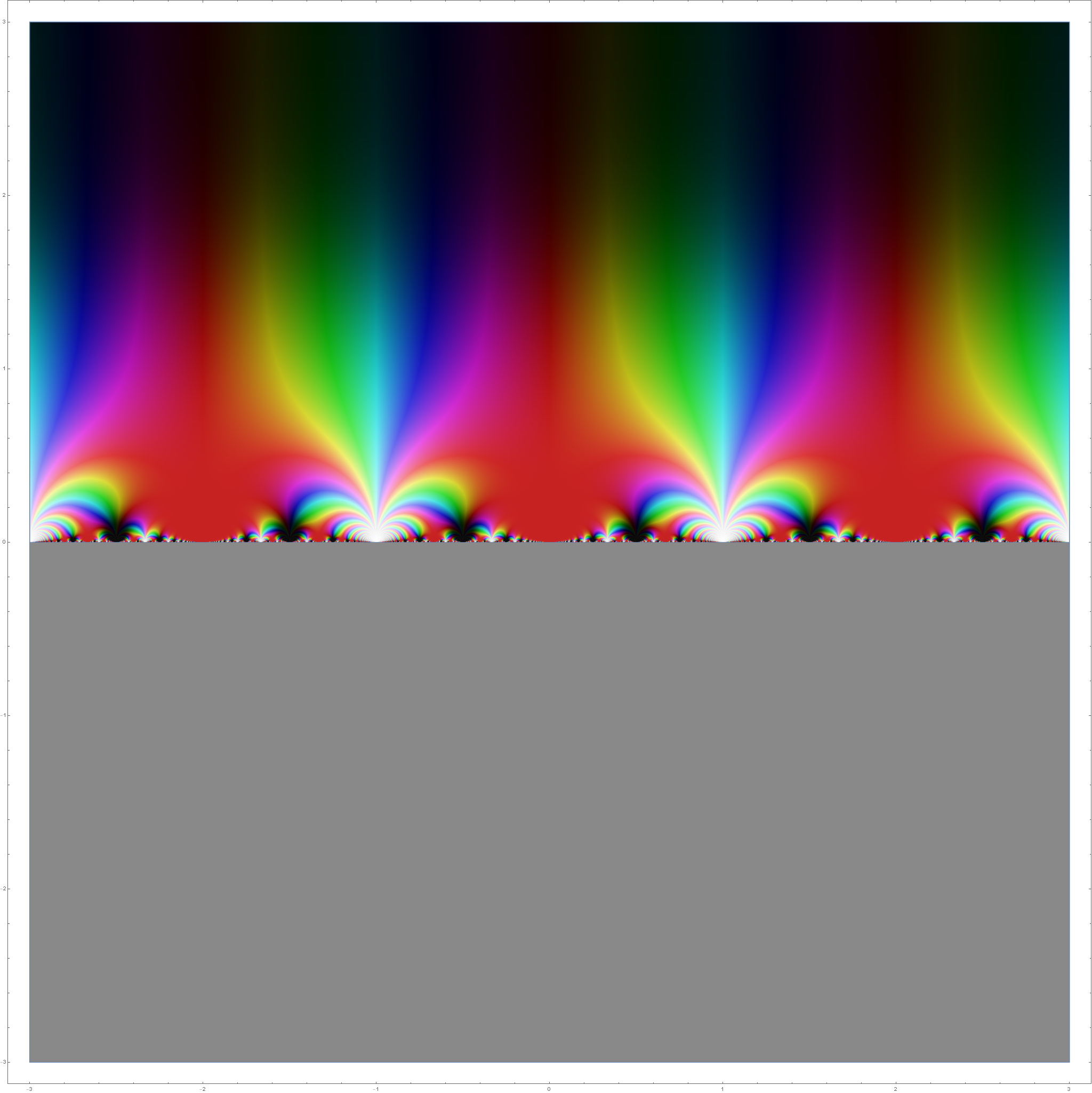
Función lambda modular en el plano complejo

En matemáticas, la función lambda modular λ(t) es una función holomorfa altamente simétrica en el semiplano superior complejo. Es invariante bajo la acción lineal fraccionaria del grupo de congruencia Γ(2) y genera el campo funcional del cociente correspondiente, es decir, es un módulo principal (Hauptmodul) para la curva modular X(2). Sobre cualquier punto t, su valor puede describirse como la razón anarmónica de los puntos de ramificación de una doble cobertura ramificada de la recta proyectiva por la curva elíptica {\displaystyle \mathbb {C} /\langle 1,\tau \rangle }, donde la aplicación se define como el cociente por la involución [−1].
Su expansión q, donde {\displaystyle q=e^{\pi i\tau }} es la función nombre, viene dada por:
{\displaystyle \lambda (\tau )=16q-128q^{2}+704q^{3}-3072q^{4}+11488q^{5}-38400q^{6}+\dots }. (sucesión A115977 en OEIS)
Al simetrizar la función lambda bajo la acción canónica del grupo simétrico S3 sobre X(2), y a continuación normalizarla adecuadamente, se obtiene una función en el semiplano superior que es invariante bajo el grupo modular completo {\displaystyle \operatorname {SL} _{2}(\mathbb {Z} )}, y de hecho, es el j-invariante modular de Klein.

## Propiedades modulares

Gráfico de la función x→ λ(ix)

La función {\displaystyle \lambda (\tau )} es invariante bajo el grupo generado por
{\displaystyle \tau \mapsto \tau +2\ ;\ \tau \mapsto {\frac {\tau }{1-2\tau }}\ .}
Los generadores del grupo modular actúan por
{\displaystyle \tau \mapsto \tau +1\ :\ \lambda \mapsto {\frac {\lambda }{\lambda -1}}\,;}
{\displaystyle \tau \mapsto -{\frac {1}{\tau }}\ :\ \lambda \mapsto 1-\lambda \ .}
En consecuencia, la acción del grupo modular sobre {\displaystyle \lambda (\tau )} es la del razón anarmónica, dando los seis valores de razón anarmónica:
{\displaystyle \left\lbrace {\lambda ,{\frac {1}{1-\lambda }},{\frac {\lambda -1}{\lambda }},{\frac {1}{\lambda }},{\frac {\lambda }{\lambda -1}},1-\lambda }\right\rbrace \ .}

## Relaciones con otras funciones
Es el cuadrado del módulo elíptico, es decir, {\displaystyle \lambda (\tau )=k^{2}(\tau )}. En términos de la función eta de Dedekind {\displaystyle \eta (\tau )} y la función theta,
{\displaystyle \lambda (\tau )={\Bigg (}{\frac {{\sqrt {2}}\,\eta ({\tfrac {\tau }{2}})\eta ^{2}(2\tau )}{\eta ^{3}(\tau )}}{\Bigg )}^{8}={\frac {16}{\left({\frac {\eta (\tau /2)}{\eta (2\tau )}}\right)^{8}+16}}={\frac {\theta _{2}^{4}(\tau )}{\theta _{3}^{4}(\tau )}}}
y,
{\displaystyle {\frac {1}{{\big (}\lambda (\tau ){\big )}^{1/4}}}-{\big (}\lambda (\tau ){\big )}^{1/4}={\frac {1}{2}}\left({\frac {\eta ({\tfrac {\tau }{4}})}{\eta (\tau )}}\right)^{4}=2\,{\frac {\theta _{4}^{2}({\tfrac {\tau }{2}})}{\theta _{2}^{2}({\tfrac {\tau }{2}})}}}
donde
{\displaystyle \theta _{2}(\tau )=\sum _{n=-\infty }^{\infty }e^{\pi i\tau (n+1/2)^{2}}}
{\displaystyle \theta _{3}(\tau )=\sum _{n=-\infty }^{\infty }e^{\pi i\tau n^{2}}}
{\displaystyle \theta _{4}(\tau )=\sum _{n=-\infty }^{\infty }(-1)^{n}e^{\pi i\tau n^{2}}}
En términos de los semiperíodos de las funciones elípticas de Weierstraß, sea {\displaystyle [\omega _{1},\omega _{2}]} un par fundamental de períodos con {\displaystyle \tau ={\frac {\omega _{2}}{\omega _{1}}}}.
{\displaystyle e_{1}=\wp \left({\frac {\omega _{1}}{2}}\right),\quad e_{2}=\wp \left({\frac {\omega _{2}}{2}}\right),\quad e_{3}=\wp \left({\frac {\omega _{1}+\omega _{2}}{2}}\right)}
tenemos
{\displaystyle \lambda ={\frac {e_{3}-e_{2}}{e_{1}-e_{2}}}\,.}
Dado que los tres valores de medio período son distintos, esto muestra que {\displaystyle \lambda } no toma el valor 0 o 1.
La relación con el j-invariante es
{\displaystyle j(\tau )={\frac {256(1-\lambda (1-\lambda ))^{3}}{(\lambda (1-\lambda ))^{2}}}={\frac {256(1-\lambda +\lambda ^{2})^{3}}{\lambda ^{2}(1-\lambda )^{2}}}\ .}
que es el invariante j de la curva elíptica de la forma de Legendre {\displaystyle y^{2}=x(x-1)(x-\lambda )}
Dado {\displaystyle m\in \mathbb {C} \setminus \{0,1\}}, sea
{\displaystyle \tau =i{\frac {K\{1-m\}}{K\{m\}}}}
donde {\displaystyle K} es la integral elíptica completa de primer tipo con parámetro {\displaystyle m=k^{2}}.
Entonces
{\displaystyle \lambda (\tau )=m.}

## Ecuaciones modulares
La ecuación modular de grado {\displaystyle p} (donde {\displaystyle p} es un número primo) es una ecuación algebraica en {\displaystyle \lambda (p\tau )} y {\displaystyle \lambda (\tau )}. Si {\displaystyle \lambda (p\tau )=u^{8}} y {\displaystyle \lambda (\tau )=v^{8}}, las ecuaciones modulares de grados {\displaystyle p=2,3,5,7} son, respectivamente,
{\displaystyle (1+u^{4})^{2}v^{8}-4u^{4}=0,}
{\displaystyle u^{4}-v^{4}+2uv(1-u^{2}v^{2})=0,}
{\displaystyle u^{6}-v^{6}+5u^{2}v^{2}(u^{2}-v^{2})+4uv(1-u^{4}v^{4})=0,}
{\displaystyle (1-u^{8})(1-v^{8})-(1-uv)^{8}=0.}
La cantidad {\displaystyle v} (y por tanto {\displaystyle u}) se puede considerar como una función holomorfa en el semiplano superior {\displaystyle \operatorname {Im} \tau >0}:
{\displaystyle {\begin{aligned}v&=\prod _{k=1}^{\infty }\tanh {\frac {(k-1/2)\pi i}{\tau }}={\sqrt {2}}e^{\pi i\tau /8}{\frac {\sum _{k\in \mathbb {Z} }e^{(2k^{2}+k)\pi i\tau }}{\sum _{k\in \mathbb {Z} }e^{k^{2}\pi i\tau }}}\\&={\cfrac {{\sqrt {2}}e^{\pi i\tau /8}}{1+{\cfrac {e^{\pi i\tau }}{1+e^{\pi i\tau }+{\cfrac {e^{2\pi i\tau }}{1+e^{2\pi i\tau }+{\cfrac {e^{3\pi i\tau }}{1+e^{3\pi i\tau }+\ddots }}}}}}}}\end{aligned}}}
Dado que {\displaystyle \lambda (i)=1/2}, las ecuaciones modulares se pueden usar para dar valores algebraicos de {\displaystyle \lambda (pi)} para cualquier primo {\displaystyle p}. Los valores algebraicos de {\displaystyle \lambda (ni)} también están dados por
{\displaystyle \lambda (ni)=\prod _{k=1}^{n/2}\operatorname {sl} ^{8}{\frac {(2k-1)\varpi }{2n}}\quad (n\,{\text{par}})}
{\displaystyle \lambda (ni)={\frac {1}{2^{n}}}\prod _{k=1}^{n-1}\left(1-\operatorname {sl} ^{2}{\frac {k\varpi }{n}}\right)^{2}\quad (n\,{\text{impar}})}
donde {\displaystyle \operatorname {sl} } es el seno lemniscático y {\displaystyle \varpi } es la constante de Gauss.

## Lambda asterisco

### Definición y cálculo de lambda asterisco
La función {\displaystyle \lambda ^{*}(x)} (donde {\displaystyle x\in \mathbb {R} ^{+}}) da el valor del módulo elíptico {\displaystyle k}, para el cual la integral elíptica completa de primer tipo {\displaystyle K(k)} y su contraparte complementaria {\displaystyle K({\sqrt {1-k^{2}}})} están relacionadas mediante la siguiente expresión:
{\displaystyle {\frac {K\left[{\sqrt {1-\lambda ^{*}(x)^{2}}}\right]}{K[\lambda ^{*}(x)]}}={\sqrt {x}}}
Los valores de {\displaystyle \lambda ^{*}(x)} se pueden calcular de la siguiente manera:
{\displaystyle \lambda ^{*}(x)={\frac {\theta _{2}^{2}(i{\sqrt {x}})}{\theta _{3}^{2}(i{\sqrt {x}})}}}
{\displaystyle \lambda ^{*}(x)=\left[\sum _{a=-\infty }^{\infty }\exp[-(a+1/2)^{2}\pi {\sqrt {x}}]\right]^{2}\left[\sum _{a=-\infty }^{\infty }\exp(-a^{2}\pi {\sqrt {x}})\right]^{-2}}
{\displaystyle \lambda ^{*}(x)=\left[\sum _{a=-\infty }^{\infty }\operatorname {sech} [(a+1/2)\pi {\sqrt {x}}]\right]\left[\sum _{a=-\infty }^{\infty }\operatorname {sech} (a\pi {\sqrt {x}})\right]^{-1}}
Las funciones {\displaystyle \lambda ^{*}} y {\displaystyle \lambda } están relacionadas entre sí de la manera siguiente:
{\displaystyle \lambda ^{*}(x)={\sqrt {\lambda (i{\sqrt {x}})}}}

### Propiedades de lambda asterisco
Cada valor {\displaystyle \lambda ^{*}} de un número racional positivo es un número algebraico positivo:
{\displaystyle \lambda ^{*}(x\in \mathbb {Q} ^{+})\in \mathbb {A} ^{+}.}
{\displaystyle K(\lambda ^{*}(x))} y {\displaystyle E(\lambda ^{*}(x))} (la integral elíptica completa de segundo tipo) se pueden expresar en forma cerrada en términos de función gamma para cualquier {\displaystyle x\in \mathbb {Q} ^{+}}, como demostraron Selberg y Chowla en 1949.
La siguiente expresión es válida para todos los {\displaystyle n\in \mathbb {N} }:
{\displaystyle {\sqrt {n}}=\sum _{a=1}^{n}\operatorname {dn} \left[{\frac {2a}{n}}K\left[\lambda ^{*}\left({\frac {1}{n}}\right)\right];\lambda ^{*}\left({\frac {1}{n}}\right)\right]}
donde {\displaystyle \operatorname {dn} } es la amplitud delta de la función elíptica de Jacobi con módulo {\displaystyle k}.
Al conocer un valor de {\displaystyle \lambda ^{*}}, esta fórmula se puede utilizar para calcular valores {\displaystyle \lambda ^{*}} relacionados como sigue:
{\displaystyle \lambda ^{*}(n^{2}x)=\lambda ^{*}(x)^{n}\prod _{a=1}^{n}\operatorname {sn} \left\{{\frac {2a-1}{n}}K[\lambda ^{*}(x)];\lambda ^{*}(x)\right\}^{2}}
donde {\displaystyle n\in \mathbb {N} } y {\displaystyle \operatorname {sn} } es la función elíptica de Jacobi amplitud del seno (sinus amplitudinis) con módulo {\displaystyle k}.
Otras relaciones:
{\displaystyle \lambda ^{*}(x)^{2}+\lambda ^{*}(1/x)^{2}=1}
{\displaystyle [\lambda ^{*}(x)+1][\lambda ^{*}(4/x)+1]=2}
{\displaystyle \lambda ^{*}(4x)={\frac {1-{\sqrt {1-\lambda ^{*}(x)^{2}}}}{1+{\sqrt {1-\lambda ^{*}(x)^{2}}}}}=\tan \left\{{\frac {1}{2}}\arcsin[\lambda ^{*}(x)]\right\}^{2}}
{\displaystyle \lambda ^{*}(x)-\lambda ^{*}(9x)=2[\lambda ^{*}(x)\lambda ^{*}(9x)]^{1/4}-2[\lambda ^{*}(x)\lambda ^{*}(9x)]^{3/4}}
{\displaystyle {\begin{aligned}&a^{6}-f^{6}=2af+2a^{5}f^{5}\,&\left(a=\left[{\frac {2\lambda ^{*}(x)}{1-\lambda ^{*}(x)^{2}}}\right]^{1/12}\right)&\left(f=\left[{\frac {2\lambda ^{*}(25x)}{1-\lambda ^{*}(25x)^{2}}}\right]^{1/12}\right)\\&a^{8}+b^{8}-7a^{4}b^{4}=2{\sqrt {2}}ab+2{\sqrt {2}}a^{7}b^{7}\,&\left(a=\left[{\frac {2\lambda ^{*}(x)}{1-\lambda ^{*}(x)^{2}}}\right]^{1/12}\right)&\left(b=\left[{\frac {2\lambda ^{*}(49x)}{1-\lambda ^{*}(49x)^{2}}}\right]^{1/12}\right)\\&a^{12}-c^{12}=2{\sqrt {2}}(ac+a^{3}c^{3})(1+3a^{2}c^{2}+a^{4}c^{4})(2+3a^{2}c^{2}+2a^{4}c^{4})\,&\left(a=\left[{\frac {2\lambda ^{*}(x)}{1-\lambda ^{*}(x)^{2}}}\right]^{1/12}\right)&\left(c=\left[{\frac {2\lambda ^{*}(121x)}{1-\lambda ^{*}(121x)^{2}}}\right]^{1/12}\right)\\&(a^{2}-d^{2})(a^{4}+d^{4}-7a^{2}d^{2})[(a^{2}-d^{2})^{4}-a^{2}d^{2}(a^{2}+d^{2})^{2}]=8ad+8a^{13}d^{13}\,&\left(a=\left[{\frac {2\lambda ^{*}(x)}{1-\lambda ^{*}(x)^{2}}}\right]^{1/12}\right)&\left(d=\left[{\frac {2\lambda ^{*}(169x)}{1-\lambda ^{*}(169x)^{2}}}\right]^{1/12}\right)\end{aligned}}}
| Valores especiales |
| --- |
| Valores de lambda asterisco de los números enteros de tipo 4n-3: {\displaystyle \lambda ^{*}(1)={\frac {1}{\sqrt {2}}}} {\displaystyle \lambda ^{*}(5)=\sin \left[{\frac {1}{2}}\arcsin \left({\sqrt {5}}-2\right)\right]} {\displaystyle \lambda ^{*}(9)={\frac {1}{2}}({\sqrt {3}}-1)({\sqrt {2}}-{\sqrt[{4}]{3}})} {\displaystyle \lambda ^{*}(13)=\sin \left[{\frac {1}{2}}\arcsin(5{\sqrt {13}}-18)\right]} {\displaystyle \lambda ^{*}(17)=\sin \left\{{\frac {1}{2}}\arcsin \left[{\frac {1}{64}}\left(5+{\sqrt {17}}-{\sqrt {10{\sqrt {17}}+26}}\right)^{3}\right]\right\}} {\displaystyle \lambda ^{*}(21)=\sin \left\{{\frac {1}{2}}\arcsin[(8-3{\sqrt {7}})(2{\sqrt {7}}-3{\sqrt {3}})]\right\}} {\displaystyle \lambda ^{*}(25)={\frac {1}{\sqrt {2}}}({\sqrt {5}}-2)(3-2{\sqrt[{4}]{5}})} {\displaystyle \lambda ^{*}(33)=\sin \left\{{\frac {1}{2}}\arcsin[(10-3{\sqrt {11}})(2-{\sqrt {3}})^{3}]\right\}} {\displaystyle \lambda ^{*}(37)=\sin \left\{{\frac {1}{2}}\arcsin[({\sqrt {37}}-6)^{3}]\right\}} {\displaystyle \lambda ^{*}(45)=\sin \left\{{\frac {1}{2}}\arcsin[(4-{\sqrt {15}})^{2}({\sqrt {5}}-2)^{3}]\right\}} {\displaystyle \lambda ^{*}(49)={\frac {1}{4}}(8+3{\sqrt {7}})(5-{\sqrt {7}}-{\sqrt[{4}]{28}})\left({\sqrt {14}}-{\sqrt {2}}-{\sqrt[{8}]{28}}{\sqrt {5-{\sqrt {7}}}}\right)} {\displaystyle \lambda ^{*}(57)=\sin \left\{{\frac {1}{2}}\arcsin[(170-39{\sqrt {19}})(2-{\sqrt {3}})^{3}]\right\}} {\displaystyle \lambda ^{*}(73)=\sin \left\{{\frac {1}{2}}\arcsin \left[{\frac {1}{64}}\left(45+5{\sqrt {73}}-3{\sqrt {50{\sqrt {73}}+426}}\right)^{3}\right]\right\}} Valores de lambda asterisco de números enteros de tipo 4n-2: {\displaystyle \lambda ^{*}(2)={\sqrt {2}}-1} {\displaystyle \lambda ^{*}(6)=(2-{\sqrt {3}})({\sqrt {3}}-{\sqrt {2}})} {\displaystyle \lambda ^{*}(10)=({\sqrt {10}}-3)({\sqrt {2}}-1)^{2}} {\displaystyle \lambda ^{*}(14)=\tan \left\{{\frac {1}{2}}\arctan \left[{\frac {1}{8}}\left(2{\sqrt {2}}+1-{\sqrt {4{\sqrt {2}}+5}}\right)^{3}\right]\right\}} {\displaystyle \lambda ^{*}(18)=({\sqrt {2}}-1)^{3}(2-{\sqrt {3}})^{2}} {\displaystyle \lambda ^{*}(22)=(10-3{\sqrt {11}})(3{\sqrt {11}}-7{\sqrt {2}})} {\displaystyle \lambda ^{*}(30)=\tan \left\{{\frac {1}{2}}\arctan[({\sqrt {10}}-3)^{2}({\sqrt {5}}-2)^{2}]\right\}} {\displaystyle \lambda ^{*}(34)=\tan \left\{{\frac {1}{4}}\arcsin \left[{\frac {1}{9}}({\sqrt {17}}-4)^{2}\right]\right\}} {\displaystyle \lambda ^{*}(42)=\tan \left\{{\frac {1}{2}}\arctan[(2{\sqrt {7}}-3{\sqrt {3}})^{2}(2{\sqrt {2}}-{\sqrt {7}})^{2}]\right\}} {\displaystyle \lambda ^{*}(46)=\tan \left\{{\frac {1}{2}}\arctan \left[{\frac {1}{64}}\left(3+{\sqrt {2}}-{\sqrt {6{\sqrt {2}}+7}}\right)^{6}\right]\right\}} {\displaystyle \lambda ^{*}(58)=(13{\sqrt {58}}-99)({\sqrt {2}}-1)^{6}} {\displaystyle \lambda ^{*}(70)=\tan \left\{{\frac {1}{2}}\arctan[({\sqrt {5}}-2)^{4}({\sqrt {2}}-1)^{6}]\right\}} {\displaystyle \lambda ^{*}(78)=\tan \left\{{\frac {1}{2}}\arctan[(5{\sqrt {13}}-18)^{2}({\sqrt {26}}-5)^{2}]\right\}} {\displaystyle \lambda ^{*}(82)=\tan \left\{{\frac {1}{4}}\arcsin \left[{\frac {1}{4761}}(8{\sqrt {41}}-51)^{2}\right]\right\}} Valores de lambda asterisco de números enteros de tipo 4n-1: {\displaystyle \lambda ^{*}(3)={\frac {1}{2{\sqrt {2}}}}({\sqrt {3}}-1)} {\displaystyle \lambda ^{*}(7)={\frac {1}{4{\sqrt {2}}}}(3-{\sqrt {7}})} {\displaystyle \lambda ^{*}(11)={\frac {1}{8{\sqrt {2}}}}({\sqrt {11}}+3)\left({\frac {1}{3}}{\sqrt[{3}]{6{\sqrt {3}}+2{\sqrt {11}}}}-{\frac {1}{3}}{\sqrt[{3}]{6{\sqrt {3}}-2{\sqrt {11}}}}+{\frac {1}{3}}{\sqrt {11}}-1\right)^{4}} {\displaystyle \lambda ^{*}(15)={\frac {1}{8{\sqrt {2}}}}(3-{\sqrt {5}})({\sqrt {5}}-{\sqrt {3}})(2-{\sqrt {3}})} {\displaystyle \lambda ^{*}(19)={\frac {1}{8{\sqrt {2}}}}(3{\sqrt {19}}+13)\left[{\frac {1}{6}}({\sqrt {19}}-2+{\sqrt {3}}){\sqrt[{3}]{3{\sqrt {3}}-{\sqrt {19}}}}-{\frac {1}{6}}({\sqrt {19}}-2-{\sqrt {3}}){\sqrt[{3}]{3{\sqrt {3}}+{\sqrt {19}}}}-{\frac {1}{3}}(5-{\sqrt {19}})\right]^{4}} {\displaystyle \lambda ^{*}(23)={\frac {1}{16{\sqrt {2}}}}(5+{\sqrt {23}})\left[{\frac {1}{6}}({\sqrt {3}}+1){\sqrt[{3}]{100-12{\sqrt {69}}}}-{\frac {1}{6}}({\sqrt {3}}-1){\sqrt[{3}]{100+12{\sqrt {69}}}}+{\frac {2}{3}}\right]^{4}} {\displaystyle \lambda ^{*}(27)={\frac {1}{16{\sqrt {2}}}}({\sqrt {3}}-1)^{3}\left[{\frac {1}{3}}{\sqrt {3}}({\sqrt[{3}]{4}}-{\sqrt[{3}]{2}}+1)-{\sqrt[{3}]{2}}+1\right]^{4}} {\displaystyle \lambda ^{*}(39)=\sin \left\{{\frac {1}{2}}\arcsin \left[{\frac {1}{16}}\left(6-{\sqrt {13}}-3{\sqrt {6{\sqrt {13}}-21}}\right)\right]\right\}} {\displaystyle \lambda ^{*}(55)=\sin \left\{{\frac {1}{2}}\arcsin \left[{\frac {1}{512}}\left(3{\sqrt {5}}-3-{\sqrt {6{\sqrt {5}}-2}}\right)^{3}\right]\right\}} Valores de lambda asterisco de números enteros de tipo 4n: {\displaystyle \lambda ^{*}(4)=({\sqrt {2}}-1)^{2}} {\displaystyle \lambda ^{*}(8)=\left({\sqrt {2}}+1-{\sqrt {2{\sqrt {2}}+2}}\right)^{2}} {\displaystyle \lambda ^{*}(12)=({\sqrt {3}}-{\sqrt {2}})^{2}({\sqrt {2}}-1)^{2}} {\displaystyle \lambda ^{*}(16)=({\sqrt {2}}+1)^{2}({\sqrt[{4}]{2}}-1)^{4}} {\displaystyle \lambda ^{*}(20)=\tan \left[{\frac {1}{4}}\arcsin({\sqrt {5}}-2)\right]^{2}} {\displaystyle \lambda ^{*}(24)=\tan \left\{{\frac {1}{2}}\arcsin[(2-{\sqrt {3}})({\sqrt {3}}-{\sqrt {2}})]\right\}^{2}} {\displaystyle \lambda ^{*}(28)=(2{\sqrt {2}}-{\sqrt {7}})^{2}({\sqrt {2}}-1)^{4}} {\displaystyle \lambda ^{*}(32)=\tan \left\{{\frac {1}{2}}\arcsin \left[\left({\sqrt {2}}+1-{\sqrt {2{\sqrt {2}}+2}}\right)^{2}\right]\right\}^{2}} Valores de lambda asterisco de fracciones racionales: {\displaystyle \lambda ^{*}\left({\frac {1}{2}}\right)={\sqrt {2{\sqrt {2}}-2}}} {\displaystyle \lambda ^{*}\left({\frac {1}{3}}\right)={\frac {1}{2{\sqrt {2}}}}({\sqrt {3}}+1)} {\displaystyle \lambda ^{*}\left({\frac {2}{3}}\right)=(2-{\sqrt {3}})({\sqrt {3}}+{\sqrt {2}})} {\displaystyle \lambda ^{*}\left({\frac {1}{4}}\right)=2{\sqrt[{4}]{2}}({\sqrt {2}}-1)} {\displaystyle \lambda ^{*}\left({\frac {3}{4}}\right)={\sqrt[{4}]{8}}({\sqrt {3}}-{\sqrt {2}})({\sqrt {2}}+1){\sqrt {({\sqrt {3}}-1)^{3}}}} {\displaystyle \lambda ^{*}\left({\frac {1}{5}}\right)={\frac {1}{2{\sqrt {2}}}}\left({\sqrt {2{\sqrt {5}}-2}}+{\sqrt {5}}-1\right)} {\displaystyle \lambda ^{*}\left({\frac {2}{5}}\right)=({\sqrt {10}}-3)({\sqrt {2}}+1)^{2}} {\displaystyle \lambda ^{*}\left({\frac {3}{5}}\right)={\frac {1}{8{\sqrt {2}}}}(3+{\sqrt {5}})({\sqrt {5}}-{\sqrt {3}})(2+{\sqrt {3}})} {\displaystyle \lambda ^{*}\left({\frac {4}{5}}\right)=\tan \left[{\frac {\pi }{4}}-{\frac {1}{4}}\arcsin({\sqrt {5}}-2)\right]^{2}} |

### Invariantes de clase de Ramanujan
Los invariantes de clase de Ramanujan {\displaystyle G_{n}} y {\displaystyle g_{n}} se definen como
{\displaystyle G_{n}=2^{-1/4}e^{\pi {\sqrt {n}}/24}\prod _{k=0}^{\infty }\left(1+e^{-(2k+1)\pi {\sqrt {n}}}\right),}
{\displaystyle g_{n}=2^{-1/4}e^{\pi {\sqrt {n}}/24}\prod _{k=0}^{\infty }\left(1-e^{-(2k+1)\pi {\sqrt {n}}}\right),}
donde {\displaystyle n\in \mathbb {Q} ^{+}}. Para tal {\displaystyle n}, los invariantes de clase son números algebraicos. Por ejemplo
{\displaystyle g_{58}={\sqrt {\frac {5+{\sqrt {29}}}{2}}},\quad g_{190}={\sqrt {({\sqrt {5}}+2)({\sqrt {10}}+3)}}.}
Las identidades con los invariantes de clase incluyen
{\displaystyle G_{n}=G_{1/n},\quad g_{n}={\frac {1}{g_{4/n}}},\quad g_{4n}=2^{1/4}g_{n}G_{n}.}
Los invariantes de clase están muy relacionados con las funciones modulares de Weber {\displaystyle {\mathfrak {f}}} y {\displaystyle {\mathfrak {f}}_{1}}. Estas son las relaciones entre lambda asterisco y los invariantes de clase:
{\displaystyle G_{n}=\sin\{2\arcsin[\lambda ^{*}(n)]\}^{-1/12}=1{\Big /}\left[{\sqrt[{12}]{2\lambda ^{*}(n)}}{\sqrt[{24}]{1-\lambda ^{*}(n)^{2}}}\right]}
{\displaystyle g_{n}=\tan\{2\arctan[\lambda ^{*}(n)]\}^{-1/12}={\sqrt[{12}]{[1-\lambda ^{*}(n)^{2}]/[2\lambda ^{*}(n)]}}}
{\displaystyle \lambda ^{*}(n)=\tan \left\{{\frac {1}{2}}\arctan[g_{n}^{-12}]\right\}={\sqrt {g_{n}^{24}+1}}-g_{n}^{12}}

## Otras apariciones

### Teorema de Little Picard
La función lambda se utiliza en la prueba original del teorema de Picard, de que una función entera no constante en el plano complejo no puede omitir más de un valor. Este teorema fue demostrado por Picard en 1879. Supóngase, si es posible, que f es entera y no toma los valores 0 y 1. Como λ es holomórfica, tiene un inverso holomórfico local ω definido lejos de 0,1, ∞. Considérese la función z → ω(f(z)). Según el teorema de monodromía, esta es holomórfica y asigna el plano complejo C al semi plano superior. A partir de esto, es fácil construir una función holomorfa desde C hasta el disco unitario, que según el teorema de Liouville debe ser constante.

### Grupo monstruo
La función {\displaystyle \tau \mapsto 16/\lambda (2\tau )-8} es la curva modular normalizada para el grupo {\displaystyle \Gamma _{0}(4)}, y su expansión q tiene la forma {\displaystyle q^{-1}+20q-62q^{3}+\dots }, (sucesión A007248 en OEIS), donde {\displaystyle q=e^{2\pi i\tau }} es el carácter graduado de cualquier elemento en la clase de conjugación 4C del grupo monstruo que actúa sobre el álgebra de vértices monstruo.